# Emmanuel Addai
Emmanuel Addai (Kumasi, 1º agosto 2001) è un calciatore ghanese, attaccante del Qarabağ.

## Carriera
È cresciuto nella JMG Academy e nel 2021 è approdato in Francia fra le file del 93 BBG. Ha debuttato il 9 ottobre nell'incontro di Championnat National 2 vinto 2-1 contro l'Haguenau ed ha segnato il suo primo gol il 26 gennaio 2022 nella trasferta pareggiata 2-2 contro il Lens 2.
Il 12 luglio 2020 è stato acquistato dall'Alcorcón, club della terza divisione spagnola, ma ha perso la prima metà di stagione a causa di problemi burocratici. Ha debuttato il 14 gennaio 2023 nella partita vinta 3-1 contro il Deportivo La Coruña ed ha trovato il primo gol il 19 marzo seguente nella trasferta vinta 3-0 contro il Fuenlabrada. Con i gialloblù è rimasto anche nella stagione successiva, disputata in Segunda División, categoria in cui ha totalizzato 35 presenze e 3 reti.
Il 23 agosto 2024 ha firmato un contratto biennale con il Qarabağ, club della prima divisione azera, con cui esordisce anche nelle coppe europee, prendendo parte alla fase campionato di Europa League.

## Statistiche

### Presenze e reti nei club
Statistiche aggiornate al 19 gennaio 2025.
| Stagione        | Squadra         | Campionato      | Campionato | Campionato | Coppe nazionali | Coppe nazionali | Coppe nazionali | Coppe continentali | Coppe continentali | Coppe continentali | Altre coppe | Altre coppe | Altre coppe | Totale | Totale | Totale |
| Stagione        | Squadra         | Comp            | Pres       | Reti       | Comp            | Pres            | Reti            | Comp               | Pres               | Reti               | Comp        | Pres        | Reti        | Pres   | Reti   |        |
| --------------- | --------------- | --------------- | ---------- | ---------- | --------------- | --------------- | --------------- | ------------------ | ------------------ | ------------------ | ----------- | ----------- | ----------- | ------ | ------ | ------ |
| 2021-2022       | 93 BBG          | N2              | 20         | 6          | CF              | 1               | 0               | -                  | -                  | -                  | -           | -           | -           | 21     | 6      |        |
| 2022-2023       | Alcorcón        | PF              | 19         | 3          | CR              | 0               | 0               | -                  | -                  | -                  | -           | -           | -           | 19     | 3      |        |
| 2023-2024       | Alcorcón        | SD              | 35         | 3          | CR              | 0               | 0               | -                  | -                  | -                  | -           | -           | -           | 35     | 3      |        |
| Totale Alcorcón | Totale Alcorcón | Totale Alcorcón | 54         | 6          |                 | 0               | 0               |                    | -                  | -                  |             | -           | -           | 54     | 6      |        |
| 2024-2025       | Qarabağ         | PL              | 15         | 2          | CA              | 1               | 0               | UEL                | 6                  | 0                  | -           | -           | -           | 22     | 2      |        |
| Totale carriera | Totale carriera | Totale carriera | 89         | 14         |                 | 2               | 0               |                    | 6                  | 0                  |             | -           | -           | 97     | 14     |        |

## Palmarès

### Club

#### Competizioni nazionali
- Campionato azero: 1

Qarabag: 2024-2025